# Lovisa stadsvapen

Lovisa stadsvapen

Lovisa stadsvapen är det heraldiska vapnet för Lovisa i det finländska landskapet Nyland. Vapnet ritades på nytt av konstnären Ahti Hammar och det fastställdes av Inrikesministeriet den 18 mars 1969. Skölden är delad, övre fältet är blått vari det finns två korslagda kanoner av guld, det nedre fältet är av guld vari det finns ett svart ankare.
Fästnings- och sjöfartssymbolerna härleds ur det av kung Adolf Fredrik 1756 fastställda sigillet för Lovisa stad.
Innan Lovisa, Pernå, Liljendal och Strömfors förenades genom kommunsammanslagningen 2010 anordnades en tävling för att designa den nya kommunens vapen. Även de gamla vapnen för de kommuner som sammanslogs inkluderades i tävlingen. Stadsfullmäktige för nya Lovisa stad valde under sitt första sammanträde Lovisa stads gamla vapen även till den nya stadens vapen.

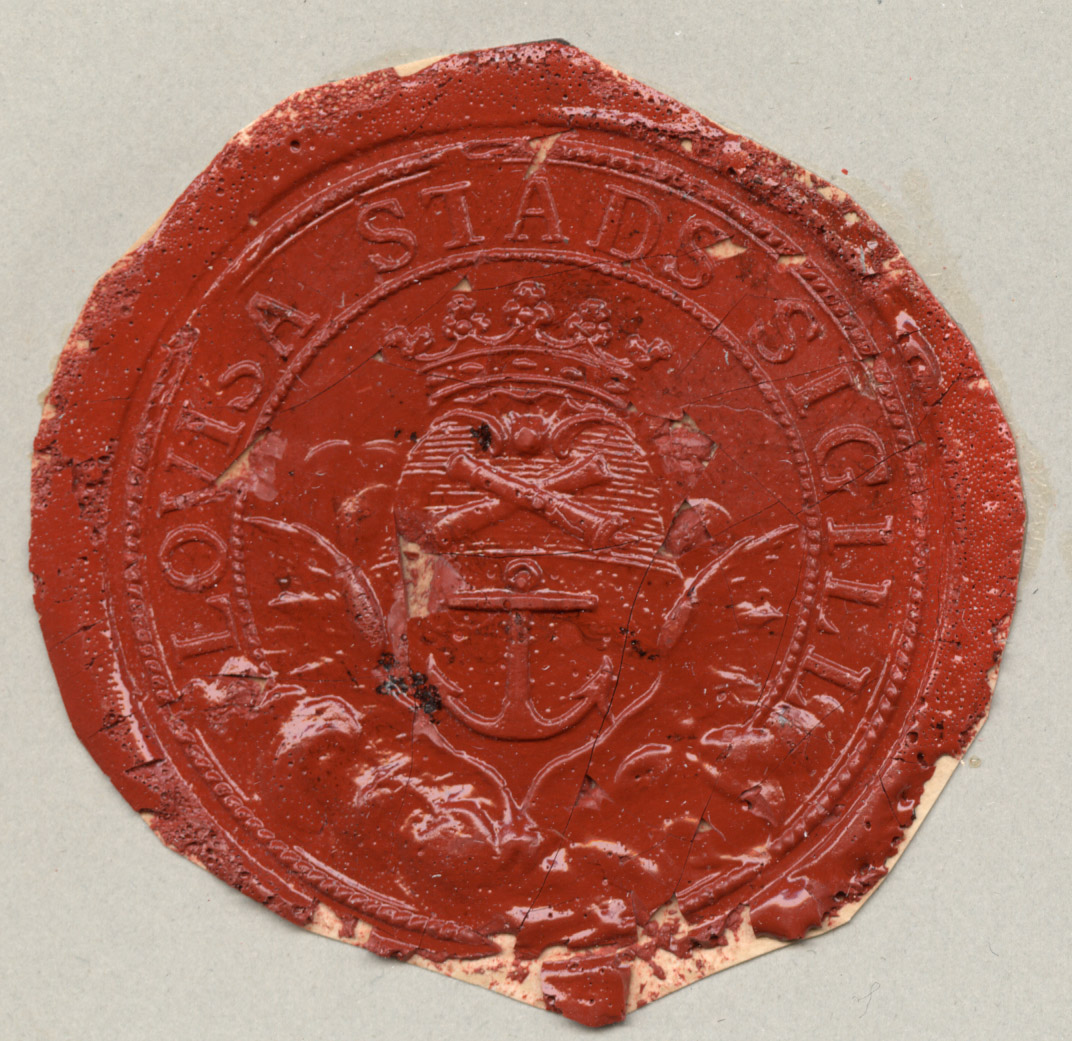
Lovisa stads gammal sigill
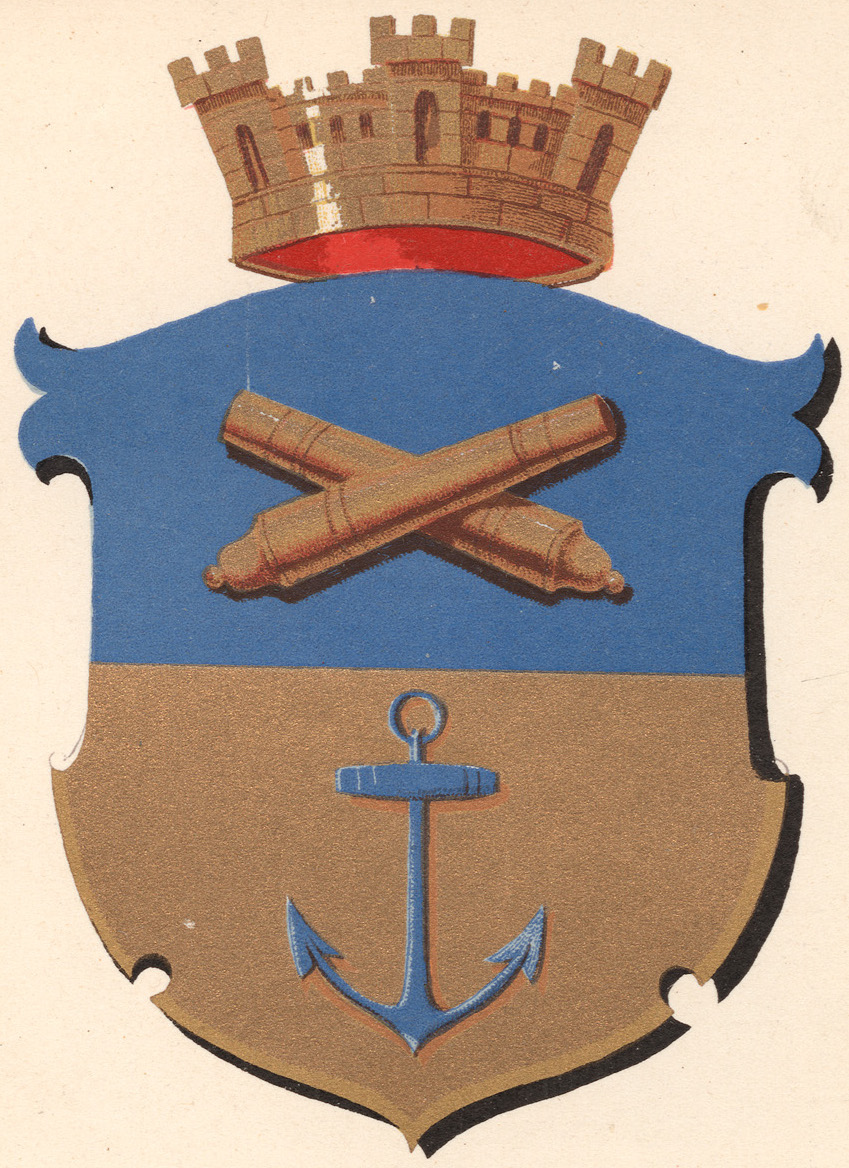
Lovisa stadsvapen på 1900-talet
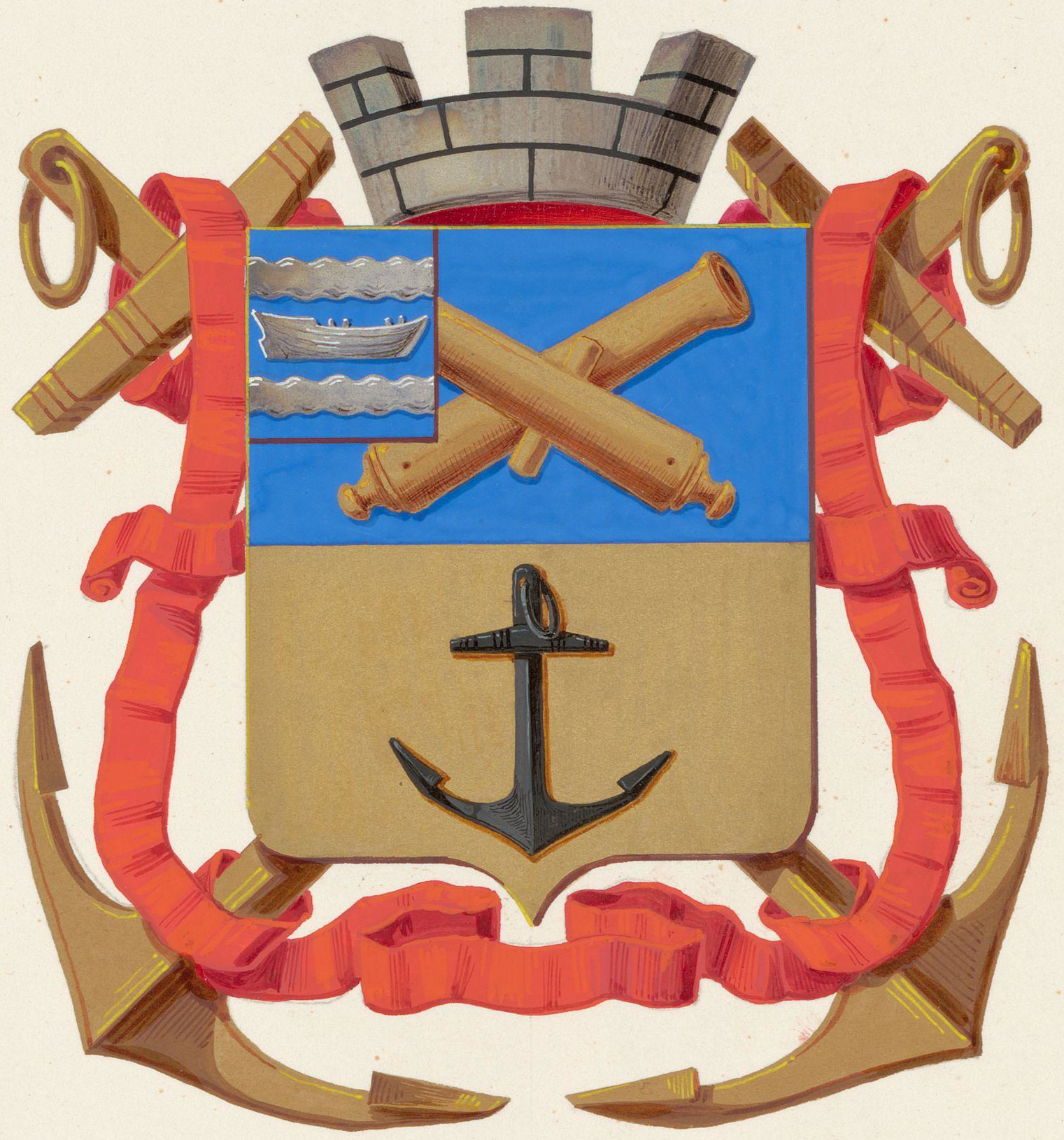
Heraldiken Bernhard von Köhnes mall av Lovisa stadsvapen från år 1861
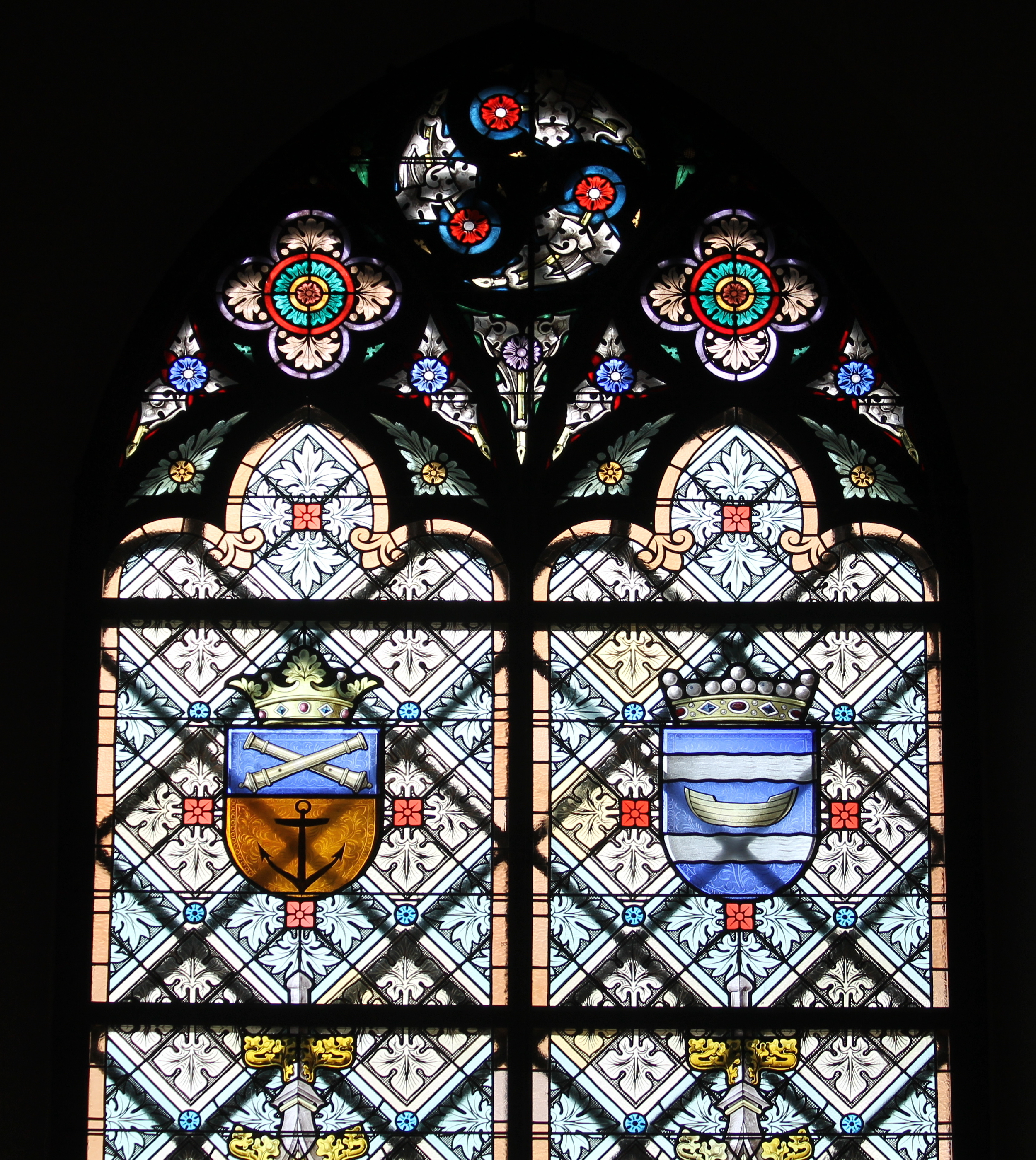
Lovisa stadsvapen och Nylands landskapsvapen i korfönstret i Lovisa kyrka (1898)